# Стівен Скотт
Стівен Скотт (англ. Steven Scott, нар. 10 січня 1985) — британський стрілець, бронзовий призер Олімпійських ігор 2016 року.

## Виступи на Олімпіадах
| Олімпіада           | Дисципліна | Місце |
| ------------------- | ---------- | ----- |
| Пекін 2008          | дубль-трап | 13    |
| Ріо-де-Жанейро 2016 | дубль-трап | 3     |

## Зовнішні посилання
- Стівен Скотт — олімпійська статистика на сайті Sports-Reference.com (англ.) (архівна версія)

1. ↑  Olympedia — 2006.